# مایک دیسا
مایکل دیسا (متولد ۱۴ فوریه ۱۹۶۵) یک انیماتور، هنرمند استوری‌برد، فیلم‌نامه‌نویس و کارگردان فیلم آمریکایی است. او در اواسط دهه ۱۹۹۰ به عنوان انیماتور در دیزنی شروع به کار کرد، جایی که تا اواخر دهه ۲۰۰۰ با چندین فیلم درگیر بود. در طول این مدت، او همچنین روی فیلم‌های انیمیشن غیردیزنی از جمله  لونی تونز: بازگشت به مبارزه و رئیس مزرعه کار کرد. او اولین کارگردانی خود را با منشا بخیه، دنباله کوتاه لیلو و استیچ از دیزنی در سال ۲۰۰۵ انجام داد. در یک مقطع زمانی به کارگردانی یک انیمیشن کامپیوتری پیش درآمد برای فیلم سفید برفی و هفت کوتوله محصول ۱۹۳۷ دیزنی وابسته شد، اما به دلیل اختلافات خلاقانه از ادامه تحصیل انصراف داد و این پروژه لغو شد. دیسا پس از اینکه از دیزنی سرخورده شد، استودیو را ترک کرد و به یک فیلمساز مستقل تبدیل شد. اولین فیلم بلند او، شنل‌قرمزی ۲ در سال ۲۰۱۱ منتشر شد. دیسا به دنبال آن با پت پستچی: فیلم که در سال ۲۰۱۴ منتشر شد.

## اوایل زندگی
دیسا در سمت جنوبی شیکاگو، ایلینوی، نزدیک پارک مارکت بزرگ شد. والدین او، مایک و جودی، هر دو فارغ التحصیل دانشگاه ایلینوی شمالی بودند، و پدرش به مدت چهل و دو سال به عنوان معلم هنر در دبیرستان متروپولیتن کوری و دبیرستان هارپر کار کرد. او در یک خانواده بزرگ کاتولیک ایرلندی بزرگ شد و به عنوان پسر محراب در کلیسای سنت فرانسیس آسیزی، جایی که عمویش کشیش بود، خدمت کرد.